# Giro dei Paesi Baschi 2001
Il Giro dei Paesi Baschi 2001, quarantesima edizione della corsa, si svolse dal 9 al 13 aprile 2001 su un percorso di 752 km ripartiti in cinque tappe (l'ultima suddivisa in 2 semitappe). Fu vinto da Raimondas Rumšas, davanti a José Alberto Martínez e Marcos Serrano.

## Squadre e corridori partecipanti
| N.    | Cod. | Squadra                      |
| ----- | ---- | ---------------------------- |
| 1-8   | TEL  | Team Deutsche Telekom        |
| 11-18 | MER  | Mercatone Uno-Scanavino      |
| 21-28 | ONC  | ONCE                         |
| 31-38 | LIQ  | Liquigas-Pata                |
| 41-48 | MAP  | Mapei-Quick Step             |
| 51-58 | TAC  | Tacconi Sport-Vini Caldirola |
| 61-68 | RAB  | Rabobank                     |
| 71-78 | BAN  | iBanesto.com                 |
| 81-88 | DFF  | Domo-Farm Frites             |
| 91-98 | FES  | Festina-Lotus                |

| N.      | Cod. | Squadra                  |
| ------- | ---- | ------------------------ |
| 101-108 | COA  | Team Coast               |
| 111-118 | FAS  | Fassa Bortolo            |
| 121-128 | LAM  | Lampre-Daikin            |
| 131-138 | LOT  | Lotto-Adecco             |
| 141-148 | MCY  | Mercury-Viatel           |
| 151-158 | KEL  | Kelme-Costa Blanca       |
| 161-168 | EUS  | Euskaltel-Euskadi        |
| 171-178 | JAZ  | Jazztel-Costa de Almería |
| 181-188 | REL  | Relax-Fuenlabrada        |

## Tappe
| Tappa  | Data      | Percorso                                        | km  | Vincitore di tappa | Leader cl. generale |
| ------ | --------- | ----------------------------------------------- | --- | ------------------ | ------------------- |
| 1ª     | 9 aprile  | Asteasu > Asteasu                               | 118 | Davide Rebellin    | Davide Rebellin     |
| 2ª     | 10 aprile | Asteasu > Mungia                                | 175 | Stefano Zanini     | Igor Astarloa       |
| 3ª     | 11 aprile | Mungia > Araia                                  | 162 | Davide Rebellin    | Michael Boogerd     |
| 4ª     | 12 aprile | Araia > Lekunberri                              | 182 | Ángel Castresana   | Michael Boogerd     |
| 5ª-1ª  | 13 aprile | Lekunberri > Lasarte-Oria                       | 105 | Stefano Garzelli   | Michael Boogerd     |
| 5ª-2ª  | 13 aprile | Lasarte-Oria > Lasarte-Oria (Cron. individuale) | 10  | Raimondas Rumšas   | Raimondas Rumšas    |
| Totale | Totale    | Totale                                          | 752 |                    |                     |

## Classifiche finali

### Classifica generale
| Pos. | Corridore             | Squadra   | Tempo     |
| ---- | --------------------- | --------- | --------- |
| 1    | Raimondas Rumšas      | Fassa B.  | 18h42'54" |
| 2    | José Alberto Martínez | Euskaltel | a 5"      |
| 3    | Marcos Serrano        | ONCE      | a 7"      |
| 4    | David Etxebarria      | Euskaltel | s.t.      |
| 5    | Juan Carlos Domínguez | iBanesto  | a 16"     |
| 6    | Francesco Casagrande  | Fassa B.  | a 17"     |
| 7    | Michael Boogerd       | Rabobank  | a 18"     |
| 8    | José Azevedo          | ONCE      | a 20"     |
| 9    | Alex Zülle            | Coast     | a 22"     |
| 10   | Dario Frigo           | Fassa B.  | a 36"     |